# نوفاكيد
نوفاكيد هي منصة لتعليم الإنجليزية عبر الإنترنت مقرها سان فرانسيسكو، كاليفورنيا.

## التاريخ
تأسست نوفاكيد عام 2017 على يد ماكس أزاروف ودميتري مالين كمنصة توظّف التلعيب وتقنيات الواقع الافتراضي لتحفيز المتعلمين الصغار.
في 2018 توسعت الشركة دوليًا لتصبح متاحة في تركيا وبولندا، وبحلول 2020 كانت قد توسعت إلى أوروبا والشرق الأوسط وآسيا.
خلال جائحة فيروس كورونا في 2020، شهدت نوفاكيد نموًا في عدد المستخدمين وجمعت 1.5 مليون دولار في جولة تمويل بذري، تلتها جولة سلسلة أ بقيمة 4.25 ملايين دولار في ديسمبر 2020. وفي 2021، جمعت 35 مليون دولار في جولة سلسلة ب.
أصبحت الشركة رابحة في 2023، وفي 2024 استحوذت على تطبيق Lingumi البريطاني لمرحلة ما قبل المدرسة وأسست «نوفاكيد جونيور»، وهي وحدة تركز على التعلم المُوجّه بالذكاء الاصطناعي للأطفال.

## المنصة
تقدّم نوفاكيد دروس الإنجليزية عبر فصل افتراضي يجمع بين حصص مباشرة فردية ومحتوى تفاعلي مُسَلٍّ قائم على التلعيب، مع تتبّع لتقدم الطلبة عبر لوحة لأولياء الأمور، واعتماد عناصر من الواقع الافتراضي. ويجمع منهجها بين الدروس الحية وتمارين المفردات والقواعد.
اعتبارًا من 2024، تجاوز عدد المستخدمين النشطين 70 ألف مستخدم في أكثر من 50 دولة.